# Unamuncho
Unamuncho ist eine Ortschaft und eine Parroquia rural („ländliches Kirchspiel“) im Kanton Ambato der ecuadorianischen Provinz Tungurahua. Die Parroquia besitzt eine Fläche von 15,17 km². Die Einwohnerzahl lag im Jahr 2010 bei 4672. Die Parroquia wurde am 23. November 1989 eingerichtet.

## Lage
Die Parroquia Unamuncho liegt im Anden-Hochtal von Zentral-Ecuador im Norden der Provinz Tungurahua. Unamuncho liegt auf einer Höhe von 2750 m etwa 12 km nordnordöstlich vom Stadtzentrum von Ambato. Der Río Patate fließt entlang der östlichen Verwaltungsgrenze nach Süden. Die Fernstraße E35 (Ambato–Latacunga) führt durch die Parroquia.
Die Parroquia Unamuncho grenzt im Osten an die Parroquia Presidente Urbina und die Stadt Píllaro (beide Teil des Kantons Santiago de Píllaro), im Süden an die Parroquias Izamba und Atahualpa, im Westen an die Parroquia Augusto N. Martínez sowie im Norden an die Parroquia Cunchibamba.